# Pristella maxillaris
Pristella maxillaris es una especie de pez de la familia Characidae en el orden de los Characiformes y del género monotípico Pristella.

## Morfología
Los machos pueden llegar alcanzar los 4,5 cm de longitud  total.

## Alimentación
Come gusanos, crustáceos pequeños e insectos.

## Hábitat
Vive en zonas de clima tropical entre 24 °C - 28 °C de temperatura.

## Distribución geográfica
Se encuentran en Sudamérica: cuencas de los ríos Amazonas y Orinoco, y ríos costeros de las Guayanas.

## Observaciones
Es un pez popular en acuariofilia debido a su robustez, carácter pacífico y colores delicados.